# Johanna Ernst

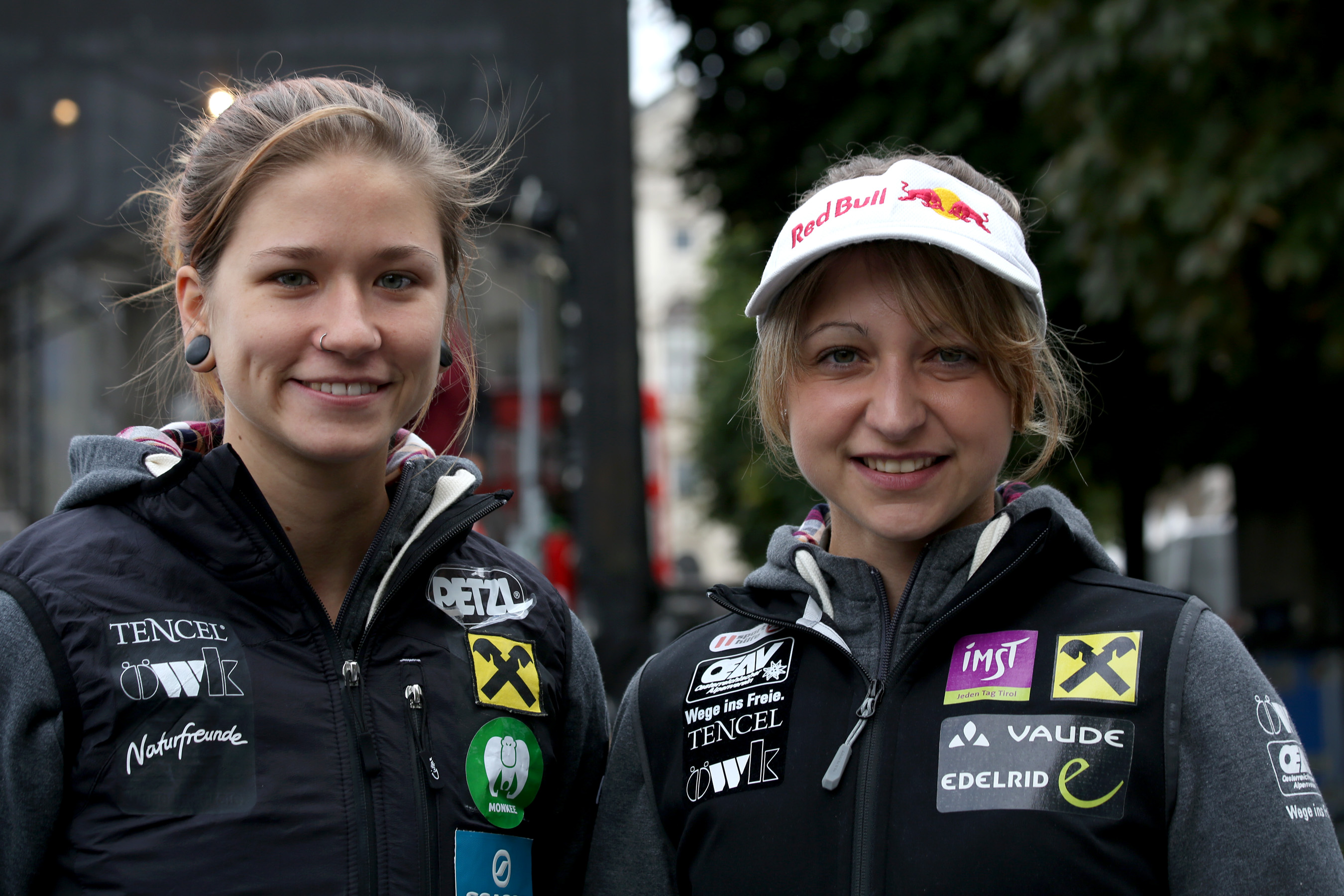
Austriackie wspinaczki sportowe. Stoją od lewej: Johanna Ernst i Angela Eiter.

Johanna Ernst (ur. 16 listopada 1992 w Mittersill) – austriacka wspinaczka sportowa. Specjalizowała się w prowadzeniu oraz w boulderingu. Mistrzyni świata we wspinaczce sportowej w prowadzeniu z 2009. Mistrzyni Europy we wspinaczce sportowej w konkurencji prowadzenia z Paryża z 2008 roku.

## Kariera sportowa
W 2009 w chińskim Xining wywalczyła tytuł mistrzyni świata we wspinaczce sportowej w konkurencji prowadzenia w finale pokonała Japonkę Kim Ja-in, a we Francji w Paryżu w 2012 zdobyła brązowy medal.
W 2008 w Paryżu na mistrzostwach Europy wywalczyła złoty medal, a w 2010 w Imst srebrny w konkurencji prowadzenia.
Wielokrotna uczestniczka, medalistka prestiżowych zawodów wspinaczkowych Rock Master we włoskim Arco, gdzie zdobyła złoty medal w 2008.

## Osiągnięcia

### Mistrzostwa świata
| Konkurencje | 2009 | 2011 | 2012 |
| Prowadzenie | 1    | 4    | 2    |

### Mistrzostwa Europy
| Konkurencje | 2008 | 2010 | 2013 |
| Prowadzenie | 1    | 2    | 19   |

### Rock Master
| Konkurencje | 2008 | 2009 | 2011 |
| Prowadzenie | 1    | 7    | —    |
| Duel        | —    | —    | 2    |